# Halkbank
De Halkbank (Turks: Halk Bankası, Nederlands: Volksbank) is een Turkse staatsbank.
Halk Bank werd opgericht in 1933 door Atatürk. Het hoofdkantoor is gevestigd in Ankara. In 2017 is het de zevende grootste bank in Turkije. Tijdens het corruptieschandaal in Turkije van 2013 werd de bankdirecteur gearresteerd en aangeklaagd op beschuldiging van corruptie. Deze bank is de moedermaatschappij van de Nederlandse DHB Bank.